# Hirehal, Ron
Hirehal là một làng thuộc tehsil Ron, huyện Gadag, bang Karnataka, Ấn Độ.